# Arganotus robustus
Arganotus robustus – gatunek kosarza z podrzędu Laniatores i rodziny Samoidae.

## Występowanie
Gatunek wykazany z wyspy Haiti.